# Lodno
Lodno – wieś (obec) w północnej Słowacji, w powiecie Kysucké Nové Mesto, w kraju żylińskim.

## Położenie
Lodno położone jest w górnej, ślepej części niezbyt szerokiej doliny potoku Lodnianka. Otaczają je grzbiety grupy górskiej Vojenné, wchodzącej w skład Gór Kisuckich. Od północy jest to grzbiet ze szczytami Poľana (764 m n.p.m.), Bartkov kopec (775 m n.p.m.) i Marusov vrch (699 m n.p.m.), zaś od południa grzbiet ze szczytami Kykula (826 m n.p.m.), Priehyb (813 m n.p.m.) i Skáčkova hora (732 m n.p.m.). Jedyny dojazd do wsi prowadzi od zachodu, doliną Lodnianki z Kysuckého Lieskovca w dolinie Kisucy.

## Historia
Lodno powstało ok. połowy XVII w. na terenach wydzielonych ze starszej wsi Kysucký Lieskovec. Najstarsza wzmianka o miejscowości, pochodząca z 1641 r., znajduje się w księgach miejskich Kisuckiego Nowego Miasta. W roku 1658 wspominana była jako Lodne, od roku 1927 jako Lodno (węg. Lodno). Należała do feudalnego „państwa” z siedzibą na zamku Budatín. W roku 1784 miała 89 domów i 481 mieszkańców, w roku 1828 - 108 domów i 834 mieszkańców. Zajmowali się oni rolnictwem, hodowlą bydła, pracą w lasach, a także domowymi rzemiosłami związanymi z przetwórstwem drewna (m.in. wyrób gontów) oraz produkcją sit, przetaków, szczotek itp. Wieś była też znana z sadownictwa, zwłaszcza z produkcji suszonych gruszek.
Po II wojnie światowej wielu mieszkańców szukało zatrudnienia w zakładach przemysłowych w miastach w dolinie Kisucy, a często i w hucie w Trzyńcu lub w kopalniach rejonu ostrawskiego. Obecnie większość z nich pracuje w Kisuckim Nowym Mieście lub w Krasnie nad Kisucą. W 1965 r. wieś została dotknięta wielką powodzią, która zniszczyła wiele ról, dróg i zabudowań.